# 오카야마현 선거구
오카야마현 선거구(일본어: 岡山県選挙区)는 일본의 참의원 선거구이다.

## 선거구 정보
| 지역      | 오카야마현 전역          |
| 의원 정수 | 2명 (개선 정수 1명)      |
| 유권자 수 | 1,563,244명 (2022년 9월) |

## 역대 의원
| 홀수회                           | 홀수회                     | 홀수회        | 짝수회                   | 짝수회                     | 짝수회                     |
| 의원 1                           | 의원 2                     | 선거          | 선거                     | 의원 1                     | 의원 2                     |
| -------------------------------- | -------------------------- | ------------- | ------------------------ | -------------------------- | -------------------------- |
| 시마무라 군지 (무소속)           | 구로다 히데오 (일본자유당) | 1947년 제1회  | 1947년 제1회             | 오타 빈케이 (일본사회당)   | 이타노 가쓰지 (일본공산당) |
| 시마무라 군지 (무소속)           | 구로다 히데오 (일본자유당) |               | 1950년 제2회             | 에다 사부로 (일본사회당)   | 가토 다케노리 (자유당)     |
| 아키야마 조조 (사회당 좌파)      | 시마무라 군지 (녹풍회)     | 1953년 제3회  |                          | 에다 사부로 (일본사회당)   | 가토 다케노리 (자유당)     |
| 아키야마 조조 (사회당 좌파)      | 시마무라 군지 (녹풍회)     |               | 1956년 제4회             | 에다 사부로 (일본사회당)   | 곤도 쓰루요 (자유민주당)   |
| 아키야마 조조 (일본사회당)       | 가토 다케노리 (자유민주당) | 1959년 제5회  |                          | 에다 사부로 (일본사회당)   | 곤도 쓰루요 (자유민주당)   |
| 아키야마 조조 (일본사회당)       | 가토 다케노리 (자유민주당) |               | 1962년 제6회             | 야야마 유사쿠 (일본사회당) | 곤도 쓰루요 (자유민주당)   |
| 아키야마 조조 (일본사회당)       | 기무라 무쓰오 (무소속)     | 1964년 보궐   |                          | 야야마 유사쿠 (일본사회당) | 곤도 쓰루요 (자유민주당)   |
| 아키야마 조조 (일본사회당)       | 기무라 무쓰오 (자유민주당) | 1965년 제7회  |                          | 야야마 유사쿠 (일본사회당) | 곤도 쓰루요 (자유민주당)   |
| 아키야마 조조 (일본사회당)       | 기무라 무쓰오 (자유민주당) |               | 1968년 제8회             | 고에다 가즈오 (자유민주당) | 야야마 유사쿠 (일본사회당) |
| 아키야마 조조 (일본사회당)       | 기무라 무쓰오 (자유민주당) | 1971년 제9회  |                          | 고에다 가즈오 (자유민주당) | 야야마 유사쿠 (일본사회당) |
| 아키야마 조조 (일본사회당)       | 기무라 무쓰오 (자유민주당) |               | 1974년 제10회            | 가토 다케노리 (자유민주당) | 데라다 구마오 (일본사회당) |
| 기무라 무쓰오 (자유민주당)       | 아키야마 조조 (일본사회당) | 1977년 제11회 |                          | 가토 다케노리 (자유민주당) | 데라다 구마오 (일본사회당) |
| 기무라 무쓰오 (자유민주당)       | 아키야마 조조 (일본사회당) |               | 1980년 제12회            | 가토 다케노리 (자유민주당) | 데라다 구마오 (일본사회당) |
| 기무라 무쓰오 (자유민주당)       | 아키야마 조조 (일본사회당) | 1983년 제13회 |                          | 가토 다케노리 (자유민주당) | 데라다 구마오 (일본사회당) |
| 기무라 무쓰오 (자유민주당)       | 아키야마 조조 (일본사회당) |               | 1986년 제14회            | 가토 다케노리 (자유민주당) | 이치이 준지 (무소속)       |
| 가타야마 도라노스케 (자유민주당) | 모리 노부코 (일본사회당)   | 1989년 제15회 |                          | 가토 다케노리 (자유민주당) | 이치이 준지 (무소속)       |
| 가타야마 도라노스케 (자유민주당) | 모리 노부코 (일본사회당)   |               | 1992년 제16회            | 가토 노리후미 (자유민주당) | 이치이 준지 (일본사회당)   |
| 가타야마 도라노스케 (자유민주당) | 이시타 미에 (신진당)       | 1995년 제17회 |                          | 가토 노리후미 (자유민주당) | 이치이 준지 (일본사회당)   |
| 가타야마 도라노스케 (자유민주당) | 이시타 미에 (신진당)       |               | 1998년 제18회            | 에다 사쓰키 (민주당)       | 가토 노리후미 (자유민주당) |
| 고쿠이 마사유키 (자유민주당)     |                            | 2001년 제19회 |                          | 에다 사쓰키 (민주당)       | 가토 노리후미 (자유민주당) |
| 고쿠이 마사유키 (자유민주당)     |                            | 2004년 제20회 | 에다 사쓰키 (민주당)     |                            |                            |
| 히메이 유미코 (민주당)           | 2007년 제21회              |               | 에다 사쓰키 (민주당)     |                            |                            |
| 히메이 유미코 (민주당)           |                            | 2010년 제22회 | 에다 사쓰키 (민주당)     |                            |                            |
| 이시이 마사히로 (자유민주당)     | 2013년 제23회              |               | 에다 사쓰키 (민주당)     |                            |                            |
| 이시이 마사히로 (자유민주당)     |                            | 2016년 제24회 | 오노다 기미 (자유민주당) |                            |                            |
| 이시이 마사히로 (자유민주당)     | 2019년 제25회              |               | 오노다 기미 (자유민주당) |                            |                            |
| 이시이 마사히로 (자유민주당)     |                            | 2022년 제26회 | 오노다 기미 (자유민주당) |                            |                            |

## 최근 선거 결과

### 2016년 (제24회)
|  | 55.55% |

|  | 41.85% |

|  | 2.60% |

### 2019년 (제25회)
|  | 59.52% |

|  | 35.63% |

|  | 4.85% |

### 2022년 (제26회)
|  | 54.74% |

|  | 29.48% |

|  | 8.29% |

|  | 5.20% |

|  | 2.29% |

## 같이 보기
- 오카야마현 제1구
- 오카야마현 제2구
- 오카야마현 제3구
- 오카야마현 제4구
- 오카야마현 제5구